# Beate Bühler
Beate Bühler (tegenwoordig Faure) (Stuttgart, 8 april 1964) is een voormalig volleyballer en beachvolleyballer uit Duitsland. Ze speelde in totaal 341 interlands voor de nationale ploeg en werd op het strand in 1994 Europees kampioen.

## Carrière

### Zaal
Bühler speelde in totaal 341 interlands voor (West-)Duitsland. Met de nationale ploeg deed ze in 1984 mee aan de Olympische Spelen in Los Angeles waar de Duitse vrouwen als zesde eindigden nadat de laatste wedstrijd van Zuid-Korea verloren werd. In clubverband speelde ze gedurende de jaren tachtig en negentig achtereenvolgens voor TuS Stuttgart, SV Lohhof, Racing Paris, TSG Tübingen en USC Münster. Met SV Lohhof won ze viermaal het Duitse kampioenschap en driemaal de Duitse beker en met Racing Paris won ze viermaal op rij het Franse kampioenschap. Met USC Münster won ze in 1994 bovendien de CEV Cup.

### Beach
Tijdens de jaren negentig was Bühler ook actief als beachvolleyballer. Samen met Danja Müsch won ze in 1994 de eerste editie van de Europese kampioenschappen beachvolleybal in Espinho door het Tsjechische duo Martina Hudcová en Dolores Storková in de finale te verslaan. Het jaar daarop eindigden ze in Saint-Quay-Portrieux als derde. In Timmendorfer Strand werden ze bovendien nationaal kampioen ten koste van Cordula Borger en Beate Paetow. Daarnaast debuteerde het duo in de FIVB World Tour. Gedurende het seizoen 1995/96 namen ze deel aan negen toernooien in de mondiale competitie. Daarbij behaalden ze onder meer een derde (Brisbane), een vierde (Carolina) en twee vijfde plaatsen (Osaka en Rio de Janeiro). In 1996 vertegenwoordigden Bühler en Müsch Duitsland bij het eerste olympische beachvolleybaltoernooi in Atlanta. Het duo verloor in de derde ronde van de Amerikaansen Holly McPeak en Nancy Reno en werd in de herkansingen uiteindelijk uitgeschakeld door het Japanse tweetal Sachiko Fujita en Yukiko Takahashi, waardoor het op een gedeelde zevende plaats eindigde. Bij de EK in Pescara wonnen ze het zilver achter Eva Celbová en Soňa Nováková uit Tsjechië en bij de NK eindigden ze als derde. In de World Tour kwamen ze bij vijf wedstrijden tot een tweede plaats in Oostende, een vierde plaats in Maceió en drie negende plaatsen.

## Cluboverzicht
| Club          | Periode   | Competitie |
| ------------- | --------- | ---------- |
| TuS Stuttgart | 1981–1983 | Bundesliga |
| SV Lohhof     | 1983–1987 | Bundesliga |
| Racing Paris  | 1987–1991 | Ligue A    |
| TSG Tübingen  | 1991–1992 | Bundesliga |
| USC Münster   | 1992–1995 | Bundesliga |

## Palmares

### Zaal
Clubverband
- 1983:  Duitse beker
- 1983:  Duits kampioenschap
- 1984:  Duitse beker
- 1984:  Duits kampioenschap
- 1986:  Duitse beker
- 1986:  Duits kampioenschap
- 1987:  Duits kampioenschap
- 1988:  Frans kampioenschap
- 1989:  Frans kampioenschap
- 1990:  Frans kampioenschap
- 1991:  Frans kampioenschap
- 1994:  CEV Cup

Nationale ploeg
- 1984: 6e OS

### Beach
Kampioenschappen
- 1994:  EK
- 1995:  EK
- 1995:  NK
- 1996: 7e OS
- 1996:  EK
- 1996:  NK

FIVB World Tour
- 1995:  Brisbane Open
- 1996:  World Series Oostende